# C/2018 C2 (Lemmon)
C/2018 C2 (Lemmon) (первоначальное обозначение A/2018 C2) — гиперболическая комета, впервые наблюдавшаяся 5 февраля 2018 года в рамках обзора Маунт-Леммон в обсерватории Маунт-Леммон, Аризона, США. Об открытии кометы было объявлено 4 марта 2018 года наряду с обнаружением другого объекта с гиперболической орбитой, A/2017 U7. Оценка диаметра, полученная по данным о абсолютной звёздной величине, равной 15,1m, составляет несколько километров. На данный момент (сентябрь 2019 года) известен только один гиперболический астероид и сотни гиперболических комет.  22 марта 2018 года было определено, что данный объект является гиперболической кометой.

## Орбита

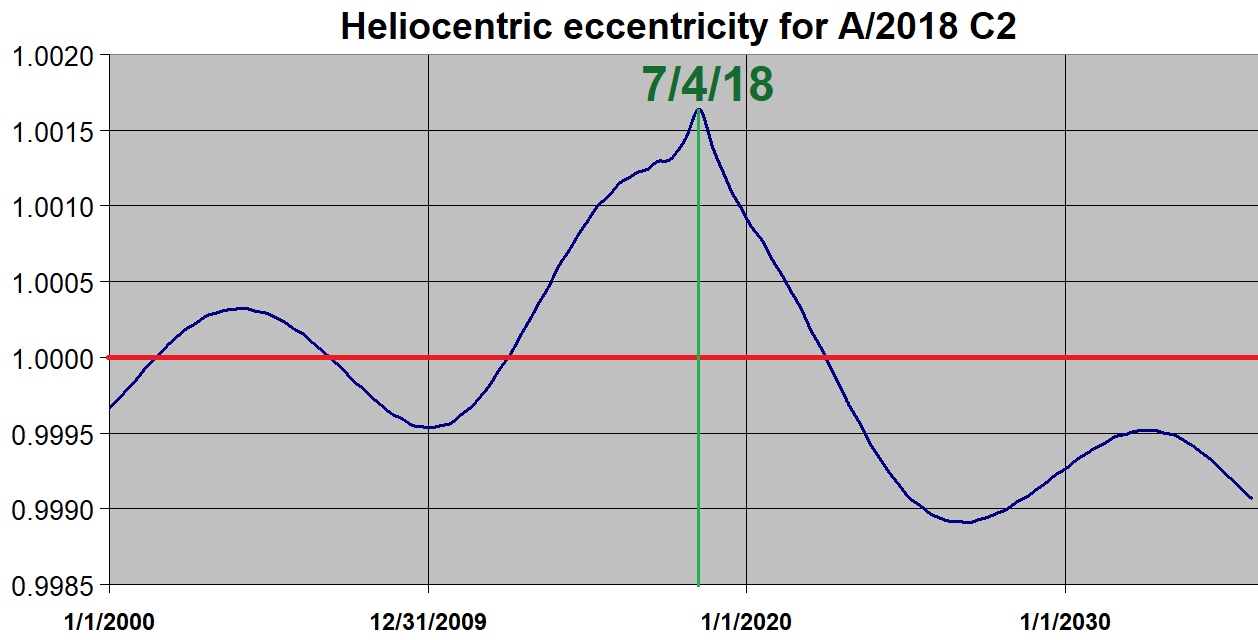
Значения эксцентриситета гелиоцентрической орбиты в 2000—2035 годах подвержены сильному влиянию Юпитера и его 12-летнего орбитального периода

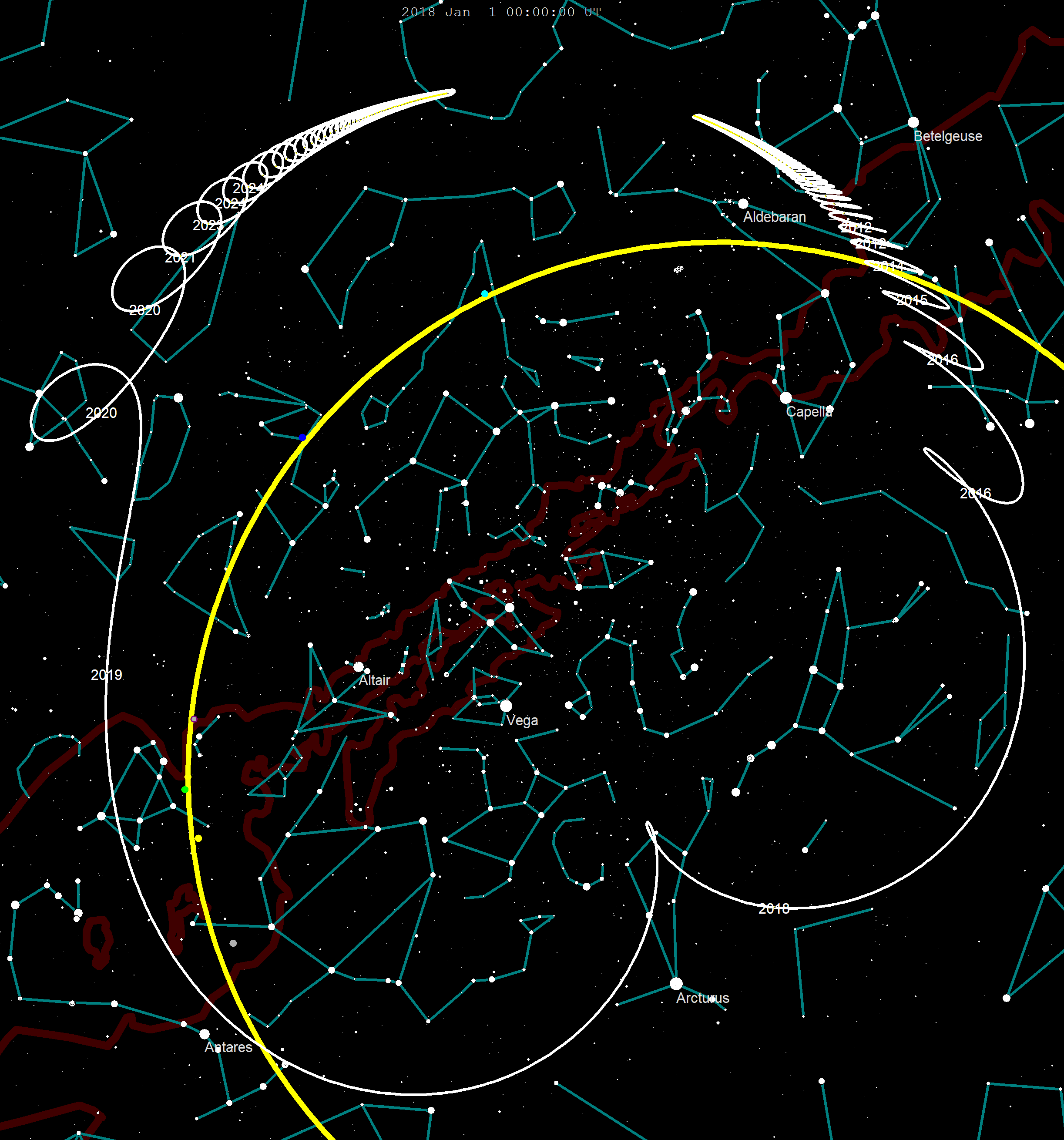
Траектория перемещения C/2018 C2 по небу, видны петли попятного движения

Несмотря на то, что вблизи перигелия гелиоцентрическая орбита C/2018 C2 кажется не имеющей границы внутри Солнечной системы, маловероятно, что данный объект является межзвёздным как Оумуамуа. Гелиоцентрический эксцентриситет опускается ниже 1 начиная с эпохи июля 2022 года, когда объект удалится от Солнца на 12,9 а.е., таким образом, орбита станет замкнутой внутри Солнечной системы. Данные о наиболее устойчивой барицентрической орбите C/2018 C2 показывают, что комета является лишь очень далёким малым телом Солнечной системы, удалявшимся на 20 000 ± 8000 а.е. от Солнца в область облака Оорта. Период обращения кометы по орбите составлял около 1 млн лет до текущего сближения с внутренней областью Солнечной системы, после чего возмущения от крупных тел уменьшили большую полуось орбиты до 2900 ± 1700 а.е., после чего период обращения изменился приблизительно до 55 000 лет. Эти значения впоследствии будут уточняться по мере увеличения дуги наблюдений.
В марте 2018 года C/2018 C2 находилась на расстоянии 2,2 а.е. от Солнца. 2 июня 2018 года она приблизилась к Солнцу на минимальное расстояние, которое составило 1,9 а.е. (вне орбиты Марса). С поверхности данного объекта испаряется газ, создавая кому, таким образом, его отнесли к кометам.
Возврат кометы во внутренние области Солнечной системы ожидается через 0,13—0,14 млн лет.

## Физические свойства
Цвет кометы близок к цвету других долгопериодических комет, троянцев и астероидов D-типа: mB − mV = 0,75 ± 0,03; mV − mR = 0,41 ± 0,02; mR − mI = 0,37 ± 0,03. В предположении, что её геометрическое альбедо pR = 0,04, эффективный радиус ядра кометы равен 4,4 ± 0,5 км.
У объекта наблюдалась экстремально тусклая кома с угловым поперечником около 9 секунд дуги. Кометная активность значительно ниже, чем у большинства долгопериодических комет и комет семейства Юпитера. Скорость потери массы оценена в 0,7 ± 0,2 кг/с, что соответствует доле активной поверхности кометы 10−4...10−5.